# Pilosocereus polygonus
Pilosocereus polygonus ist eine Pflanzenart in der Gattung Pilosocereus aus der Familie der Kakteengewächse (Cactaceae). Das Artepitheton polygonus bedeutet ‚vielrippig‘. Trivialnamen sind „Bahama Dildo“ und „Key Tree Cactus“.

## Beschreibung
Pilosocereus polygonus wächst strauchig oder baumförmig und erreicht Wuchshöhen von 3 bis 10 Metern. Die aufrechten oder aufsteigenden, bläulich bis blaugrünen Triebe haben Durchmesser von 5 bis 10 Zentimetern. Es sind 5 bis 13 schmale Rippen mit auffälligen Querfurchen vorhanden. Die dichten, ausgebreiteten Dornen sind anfangs gelblich und vergrauen später. Sie können nicht in Mittel- und Randdornen unterschieden werden. Ein blühfähiger Teil der Triebe ist nicht ausgeprägt. Die blühfähigen Areolen sind mit dichter, weißer Wolle besetzt.
Die Blüten sind 5 bis 6 Zentimeter lang und weisen Durchmesser von 2,5 bis 5 Zentimetern auf. Die Früchte sind niedergedrückt kugelförmig.

## Verbreitung, Systematik und Gefährdung
Pilosocereus polygonus ist in Florida, auf den Bahamas, Kuba, in der Dominikanischen Republik und Haiti verbreitet.
Die Erstbeschreibung als Cactus polygonus wurde 1785 von Jean-Baptiste de Lamarck veröffentlicht. Ronald Stewart Byles und Gordon Douglas Rowley stellten die Art 1957 in die Gattung Pilosocereus. Weitere nomenklatorische Synonyme sind Cereus polygonus (Lam.) DC. (1828), Pilocereus polygonus (Lam.) K.Schum. (1897) und Cephalocereus polygonus (Lam.) Britton & Rose (1909).
In der Roten Liste gefährdeter Arten der IUCN wird die Art als „Least Concern (LC)“, d. h. als nicht gefährdet geführt.

## Nachweise